# Gnophos sartata
Gnophos sartata là một loài bướm đêm trong họ Geometridae.